# Aitor Gelardo
Aitor Gelardo Vergara (Catral, 26 giugno 2002) è un calciatore spagnolo, centrocampista del Racing Ferrol.

## Carriera

### Club
Cresciuto nel settore giovanile del Villarreal, nel 2018 è stato ceduto in prestito alla società filiale del Roda dove ha debuttato il 15 dicembre nell'incontro di Tercera División vinto 2-1 contro l'Acero. Nel 2020 è stato assegnato al Villarreal C e l'anno successivo, dopo aver prolungato il contratto fino al 2024, è stato promosso nel Villarreal B in terza divisione. Il 31 agosto 2022 è stato ceduto in prestito al Linares Deportivo per una stagione.
Rientrato al Villarreal, ha esordito in Segunda División il 12 agosto nell'incontro perso 2-0 contro il Real Saragozza. Al termine della stagione, conclusa con la retrocessione in Primera Federación, è stato acquistato a titolo definitivo dal Racing Ferrol.

### Nazionale
Nel 2019 ha partecipato con la Spagna Under-17 al campionato europeo ed al campionato mondiale di categoria. Successivamente ha debuttato anche con l'Under-19.

## Statistiche

### Presenze e reti nei club
Statistiche aggiornate al 14 maggio 2025.
| Stagione            | Squadra             | Campionato          | Campionato | Campionato | Coppe nazionali | Coppe nazionali | Coppe nazionali | Coppe continentali | Coppe continentali | Coppe continentali | Altre coppe | Altre coppe | Altre coppe | Totale | Totale |
| Stagione            | Squadra             | Comp                | Pres       | Reti       | Comp            | Pres            | Reti            | Comp               | Pres               | Reti               | Comp        | Pres        | Reti        | Pres   | Reti   |
| ------------------- | ------------------- | ------------------- | ---------- | ---------- | --------------- | --------------- | --------------- | ------------------ | ------------------ | ------------------ | ----------- | ----------- | ----------- | ------ | ------ |
| 2018-2019           | Roda                | TD                  | 1          | 0          | -               | -               | -               | -                  | -                  | -                  | -           | -           | -           | 1      | 0      |
| 2020-2021           | Villarreal C        | TD                  | 26         | 1          | -               | -               | -               | -                  | -                  | -                  | -           | -           | -           | 26     | 1      |
| 2021-2022           | Villarreal B        | PDR                 | 11         | 0          | -               | -               | -               | -                  | -                  | -                  | -           | -           | -           | 11     | 0      |
| 2022-2023           | Linares Deportivo   | PF                  | 31         | 1          | CR              | 3               | 0               | -                  | -                  | -                  | -           | -           | -           | 34     | 1      |
| 2023-2024           | Villarreal B        | SD                  | 27         | 0          | -               | -               | -               | -                  | -                  | -                  | -           | -           | -           | 27     | 0      |
| Totale Villarreal B | Totale Villarreal B | Totale Villarreal B | 38         | 0          |                 | -               | -               |                    | -                  | -                  |             | -           | -           | 38     | 0      |
| 2024-2025           | Racing Ferrol       | SD                  | 21         | 2          | CR              | 2               | 0               | -                  | -                  | -                  | -           | -           | -           | 23     | 2      |
| Totale carriera     | Totale carriera     | Totale carriera     | 117        | 4          |                 | 5               | 0               |                    | -                  | -                  |             | -           | -           | 122    | 4      |